# علم العلامات
علم العلامات (السميوطيقا) علم يدرس أنساق العلامات والأدلة والرموز، سواء أكانت طبيعية أم صناعية. وتُعدّ اللسانيات جزءا من السيميائيات التي تدرس العلامات أو الأدلة اللغوية وغير اللغوية، في حين أن اللسانيات لا تدرس سوى الأدلة أو العلامات اللغوية. ومن الروّاد المُؤسِّسين لهذا العلم، هناك فرديناند دي سوسير وشارل ساندرز پيرس، كما أن من أبرز من ساهموا في السيميائيات هناك كل من فلاديمير پروپ ولويس خورخي پرييتو وأومبيرتو إكو وألخيرداس جوليان غريماس وتشارلز موريس ورولان بارت وتوماس سيبوك.
السيميولوجيا هو علم العلامات أو الإشارات أو الدول اللغوية أو الرمزية سواء أكانت طبيعية أم اصطناعية، ويعني هذا أن العلامات إما يضعها الإنسان اصطلاحا عن طريق اختراعها واصطناعها والاتفاق مع أخيه الإنسان على دلالاتها ومقاصدها مثل: اللغة الإنسانية ولغة إشارات المرور، أو أن الطبيعة هي التي أفرزتها بشكل عفوي وفطري لا دخل للإنسان في ذلك كأصوات الحيوانات وأصوات عناصر الطبيعة والمحاكيات الدالة على التوجع والتعجب والألم والصراخ مثل: آه، آي...
وإذا كانت اللسانيات تدرس كل ما هو لغوي ولفظي، فإن السيميولوجيا تدرس ما هو لغوي وما هو غير لغوي، أي تتعدى المنطوق إلى ما هو بصري كعلامات المرور ولغة الصم والبكم والشفرة السرية ودراسة الأزياء وطرائق الطبخ. وإذا كان فرديناند دو سوسير F.De.Saussure يرى أن اللسانيات هي جزء من علم الإشارات أو السيميولوجيا ٍSémiologie، فإن رولان بارت R.Barthes في كتابه«عناصر السيميولوجيا» يقلب الكفة فيرى بان السيميولوجيا هي الجزء واللسانيات هي الكل. ومعنى هذا أن السيميولوجيا في دراستها لمجموعة من الأنظمة غير اللغوية كالأزياء والطبخ والموضة والإشهار تعتمد على عناصر اللسانيات في دراستها وتفكيكها وتركيبها. ومن أهم هذه العناصر اللسانية عند رولان بارت نذكر: الدال والمدلول، واللغة والكلام، والتقرير والإيحاء، والمحور الاستبدالي الدلالي والمحور التركيبي النحوي.
وإذا كان الأنگلوسكسونيون يعتبرون السيميولوجيا إنتاجا أمريكيا مع تشارلز ساندرز پيرس في كتابه«كتابات حول العلامة»، فإن الأوربيين يعتبرونها إنتاجا فرنسيا مع فردينان دوسوسير في كتابه «محاضرات في علم اللسانيات» سنة 1916م. وإذا كانت السيميولوجيا الأمريكية مبنية على المنطق وفلسفة الأشكال الرمزية الأنطولوجية (الوجودية) والرياضيات، فإن السيميولوجيا الفرنسية مبنية على الدرس اللغوي واللسانيات.
وإذا كان مصطلح السيميولوجيا يرتبط بالفرنسيين وبكل ما هو نظري وبفلسفة الرموز وعلم العلامات والأشكال في صيغتها التصورية العامة، فإن كلمة السيميوطيقا الأمريكية Sémiotique قد حصرها العلماء في ما هو نصي وتطبيقي وتحليلي. ومن هنا يمكن الحديث عن سيميوطيقا المسرح وسيميوطيقا الشعر وسيميوطيقا السينما. وعندما نريد الحديث عن العلامات علميا أو نظريا أو تصوريا نستخدم كلمة السيميولوجيا Sémiologie.
وتتعدد الاتجاهات السيميولوجية ومدارسها في الحقل الفكري الغربي، إذ يمكن الحديث عن سيميولوجيا بيرس، وسيميولوجيا الدلالة، وسيميولوجيا التواصل، وسيميولوجيا الثقافة مع المدرسة الإيطالية (اومبرتو إكو Eco وروسي لاندي Landi)، والمدرسة الروسية«تارتو Tartu» (أوسبنسكي Uspenski ويوري لوتمان Lotman وتوبوروڤ Toporov وإڤانوڤ Ivanov وبياتيگورسكي Pjtigorski)، ومدرسة باريس السيميوطيقية مع جوزيف كورتيس Cortés وگريماس Greimas وميشيل أريفي M.Arrivé وجان كلود كوكيه Coquet وكلام Calame وفلوش Floche وجينيناسكا Geninasca وجيولتران Gioltrin ولوندوڤسكي Landovski ودولورم Delorme، واتجاه السيميوطيقا المادية التي تجمع بين التحليلين: النفسي والماركسي مع جوليا كريستيڤا J.kréstiva، ومدرسة ليون التي تتمثل في جماعة أنتروڤرن Groupe d'Entroverne، ومدرسة إيكس AIXمع جان مولينو J.molino وجان جاك ناتيي J.Natier التي تهتم بدراسة الأشكال الرمزية على غرار فلسفة إرنست كاسيرر Cassirer. ولكن على الرغم من هذه الاتجاهات العديدة يمكن إرجاعها إلى قطبي سيميولوجيين وهما: سيميولوجيا التواصل وسيميولوجيا الدلالة. إذاً، ما هي منهجية التحليل السيميوطيقي؟
2- خطوات المنهج السيميولوجي: قلنا سابقا إن السيميولوجيا علم الدوال اللغوية وغير اللغوية، أي تدرس العلامات والإشارات والرموز والأيقونات البصرية. كما تستند السيميولوجيا منهجيا إلى عمليتي التفكيك والتركيب (تشبه هذه العملية تفكيك أعضاء الدمية وتركيبها) على غرار البنيوية النصية المغلقة. ونعني بهذا أن السيميوطيقي يدرس النص في نظامه الداخلي البنيوي من خلال تفكيك عناصره وتركيبها من جديد عبر دراسة شكل المضمون وإقصاء المؤلف والمرجع والحيثيات السياقية والخارجية والتي لا ننفتح عليها إلا من خلال التناص لمعرفة التداخل النصي وعمليات التفاعل بين النصوص وطبيعة الاشتقاق النصي وتيئير الترسبات الخارجية والمستنسخات الإحالية داخل النص المرصود سيميائيا.
وعليه، فالسيميوطيقا هي لعبة التفكيك والتركيب تبحث عن سنن الاختلاف ودلالاته. فعبر التعارض والاختلاف والتناقض والتضاد بين الدوال اللغوية النصية يكتشف المعنى وتستخرج الدلالة. ومن ثم، فالهدف من دراسة النصوص سيميوطيقيا وتطبيقيا هو البحث عن المعنى والدلالة واستخلاص البنية المولدة للنصوص منطقيا ودلاليا.
ونحصر منهجية السيميوطيقا في ثلاثة مستويات وهي:
أ- التحليل المحايث: ونقصد به البحث عن الشروط الداخلية المتحكمة في تكوين الدلالة وإقصاء كل ما هو إحالي خارجي كظروف النص والمؤلف وإفرازات الواقع الجدلية. وعليه، فالمعنى يجب أن ينظر إليه على أنه أثر ناتج عن شبكة من العلاقات الرابطة بين العناصر.
ب- التحليل البنيوي: يكتسي المعنى وجوده بالاختلاف وفي الاختلاف. ومن ثم، فإن إدراك معنى الأقوال والنصوص يفترض وجود نظام مبني على مجموعة من العلاقات. وهذا بدوره يؤدي بنا إلى التسليم بأن عناصر النص لا دلالة لها إلا عبر شبكة من العلاقات القائمة بينها. ولذا يجب ألاّ نهتم إلا بالعناصر التي تبلور نسق الاختلاف والتشاكلات المتآلفة والمختلفة. كما يستوجب التحليل البنيوي الدراسة الوصفية الداخلية للنص ومقاربة شكل المضمون وبناه الهيكلية والمعمارية.
ت- تحليل الخطاب: إذا كانت اللسانيات البنيوية بكل مدارسها واتجاهاتها تهتم بدراسة الجملة انطلاقا من مجموعة من المستويات المنهجية حيث تبدأ بأصغر وحدة وهي الصوت لتنتقل إلى أكبر وحدة لغوية وهي الجملة والعكس صحيح أيضا، فإن السيميوطيقا تتجاوز الجملة إلى تحليل الخطاب.
وتسعفنا هذه المستويات المنهجية كثيرا في تحليل النصوص ومقاربتها. ففي مجال السرد يمكن الحديث عن بنيتين: البنية السطحية والبنية العميقة على غرار لسانيات نعوم شومسكي Chomsky. فعلى المستوى السطحي يدرس المركب السردي الذي يحدد تعاقب وتسلسل الحالات والتحولات السردية، بينما يحدد المركب الخطابي في النص تسلسل أشكال المعنى وتأثيراتها.
وإذا انتقلنا إلى البنية العميقة فيمكن لنا الحديث عن مستويين منهجيين: المستوى السيميولوجي الذي ينصب على تصنيف قيم المعنى حسب ما يقوم بينهما من العلاقات والتركيز على التشاكلات السيميولوجية، والمستوى الدلالي وهو نظام إجرائي يحدد عملية الانتقال من قيمة إلى أخرى ويبرز القيم الأساسية والتشاكل الدلالي.
ويعد المربع السيميائي Le Carré Sémiotique حسب گريماس المولد المنطقي والدلالي الحقيقي لكل التمظهرات السردية السطحية عبر عمليات ذهنية ومنطقية ودلالية يتحكم فيها التضاد والتناقض والتضمن أو الاستلزام.
أما سيميولوجيا الشعر فتحلل النص من خلال مستويات بنيوية تراعي أدبية الجنس الأدبي كالمستوى الصوتي، والمستوى الصرفي، والمستوى الدلالي، والمستوى التركيبي في شقيه: النحوي والبلاغي، والمستوى التناصي.
أما فيما يتعلق بالمسرح فيدرس من خلال التركيز على العلامات المسرحية اللغوية والعلامات غير اللغوية. وبتعبير آخر يدرس المسرح عبر تفكيك العلامات المنطوقة (الحوار والتواصل اللغوي بصراعه الدرامي وتفاعل الشخصيات والعوامل الدرامية....) والعلامات البصرية (السينوغرافيا- التواصل- الديكور- الركح- الإنارة- الأزياء- الإكسسوارات- البانتوميم- الكوريغرافيا...).
3- سيميولوجيا التواصــل: يستند التواصل حسب رومان جاكبسون R.Jakobson إلى ستة عناصر أساسية وهي: المرسل والمرسل إليه والرسالة والقناة والمرجع واللغة. وللتوضيح أكثر نقول: يرسل المرسل رسالة إلى المرسل إليه حيث تتضمن هذه الرسالة موضوعا أو مرجعا معينا، وتكتب هذه الرسالة بلغة يفهمها كل من المرسل والمتلقي. ولكل رسالة قناة حافظة كالظرف بالنسبة للرسالة الورقية، والأسلاك الموصلة بالنسبة للهاتف والكهرباء، والأنابيب بالنسبة للماء، واللغة بالنسبة لمعاني النص الإبداعي...
هذا، وتهدف سيميولوجيا التواصل عبر علاماتها وأماراتها وإشاراتها إلى الإبلاغ والتأثير في الغير عن وعي أو غير وعي. وبتعبير آخر تستعمل السيميولوجيا مجموعة من الوسائل اللغوية وغير اللغوية لتنبيه الآخر والتأثير فيه عن طريق إرسال رسالة وتبليغها إياه.ومن هنا فالعلامة تتكون من ثلاثة عناصر: الدال والمدلول والوظيفة القصدية[1]. كما أن التواصل نوعان: تواصل إبلاغي لساني لفظي (اللغة) وتواصل إبلاغي غير لساني (علامات المرور مثلا).
ويمثل هذه السيميولوجيا كل من برييطو Prieto ومونان Mounin وبويسنس Buyssens الذين يعتبرون الدليل مجرد أداة تواصلية تؤدي وظيفة التبليغ وتحمل قصدا تواصليا. وهذا القصد التواصلي حاضر في الأنساق اللغوية وغير اللغوية. كما أن الوظيفة الأولية للغة هي التأثير في المخاطب من خلال ثنائية الأوامر والنواهي، ولكن هذا التأثير قد يكون مقصودا وقد لا يكون مقصودا. ويستخدم في ذلك مجموعة من الإمارات والمعينات Indications التي يمكن تقسيمها إلى ثلاث: 1- الإمارات العفوية وهي وقائع ذات قصد مغاير للإشارة تحمل إبلاغا عفويا وطبيعيا مثال: لون السماء الذي يشير بالنسبة إلى صياد السمك إلى حالة البحر يوم غد. والإمارات العفوية المغلوطة التي تريد أن تخفي الدلالات التواصلية للغة كأن يستعمل متكلم ما لكنة لغوية ينتحل من خلالها شخصية أجنبية ليوهمنا بأنه غريب عن البلد.3- والإمارات القصدية التي تهدف إلى تبليغ إرسالية مثل: علامات المرور، وتسمى هذه الإمارات القصدية أيضا بالعلامات.[2]
وكل خطاب لغوي وغير لغوي يتجاوز الدلالة إلى الإبلاغ والقصدية الوظيفية، يمكننا إدراجه ضمن سيميولوجيا التواصل. وكمثال لتبسيط ما سلف ذكره: عندما يستعمل الأستاذ داخل قسمة مجموعة من الإشارات اللفظية وغير اللفظية الموجهة إلى التلميذ ليؤنبه أو يعاتبه على سلوكاته الطائشة فإن الغرض منها هو التواصل والتبليغ.
4- سيميولوجـيا الدلالة: يعتبر رولان بارت خير من يمثل هذا الاتجاه، لأن البحث السيميولوجي لديه هو دراسة الأنظمة والأنسقة الدالة. فجميع الوقائع والأشكال الرمزية والأنظمة اللغوية تدل. فهناك من يدل باللغة وهناك من يدل دون اللغة المعهودة، بيد أن لها لغة خاصة. وما دامت الأنساق والوقائع كلها دالة، فلا عيب من تطبيق المقاييس اللسانية على الوقائع غير اللفظية أي الأنظمة السيميوطيقية غير اللسانية لبناء الطرح الدلالي. وقد انتقد بارت في كتابه «عناصر السيميولوجيا» الأطروحة السوسسيرية التي تدعو إلى إدماج اللسانيات في السيميولوجيا مبينا بأن«اللسانيات ليست فرعا، ولو كان مميزا، من علم الدلائل، بل السيميولوجيا هي التي تشكل فرعا من اللسانيات».[3]
وبالتالي، تجاوز رولان بارت تصور الوظيفيين الذين ربطوا بين العلامات والمقصدية، وأكد وجود أنساق غير لفظية حيث التواصل غير إرادي، ولكن البعد الدلالي موجود بدرجة كبيرة. وتعتبر اللغة الوسيلة الوحيدة التي تجعل هذه الأنساق والأشياء غير اللفظية دالة. حيث «إن كل المجالات المعرفية ذات العمق السوسيولوجي الحقيقي تفرض علينا مواجهة اللغة، ذلك أن» الأشياء«تحمل دلالات. غير أنه ما كان لها أن تكون أنساقا سيميولوجية أو أنساقا دالة لولا تدخل اللغة ولولا امتزاجها باللغة. فهي، إذاً، تكتسب صفة النسق السيميولوجي من اللغة. وهذا ما دفع ببارت إلى أن يرى أنه من الصعب جدا تصور إمكان وجود مدلولات نسق صور أو أشياء خارج اللغة، فلا وجود لمعنى إلا لما هو مسمى، وعالم المدلولات ليس سوى عالم اللغة».[4]
أما عناصر سيمياء الدلالة لدى بارت فقد حددها في كتابه«عناصر السيميولوجيا»، وهي مستقاة على شكل ثنائيات من اللسانيات البنيوية وهي: اللغة والكلام، والدال والمدلول، والمركب والنظام، والتقرير والإيحاء (الدلالة الذاتية والدلالة الإيحائية).
وهكذا حاول رولان بارت التسلح باللسانيات لمقاربة الظواهر السيميولوجية كأنظمة الموضة والأساطير والإشهار... الخ
ويعني هذا أن رولان بارت عندما يدرس الموضة مثلا يطبق عليها المقاربة اللسانية تفكيكا وتركيبا من خلال استقراء معاني الموضة ودلالات الأزياء وتعيين وحداتها الدالة ومقصدياتها الاجتماعية والنفسية والاقتصادية والثقافية. والشيء نفسه في قراءته للطبخ والصور الفوتوغرافية والإشهار واللوحات البصرية.
ويمكن إدراج المدارس السيميائية النصية التطبيقية التي تقارب الإبداع الأدبي والفني ضمن سيميولوجيا الدلالة، بينما سيميوطيقا الثقافة التي تبحث عن القصدية والوظيفة داخل الظواهر الثقافية والإثنية البشرية يمكن إدراجها ضمن سيميولوجيا التواصل. ولتبسيط سيميولوجيا الدلالة نقول: إن أزياء الموضة وحدات دالة إذ يمكن أثناء دراسة الألوان والأشكال لسانيا أن نبحث عن دلالاتها الاجتماعية والطبقية والنفسية. كما ينبغي البحث أثناء تحليلنا للنصوص الشعرية عن دلالات الرموز والأساطير ومعاني البحور الشعرية الموظفة ودلالات تشغيل معجم التصوف أو الطبيعة أو أي معجم آخر.
خاتمـة
يتبين لنا من خلال هذا العرض الوجيز أن السيميولوجيا باعتبارها علما للأنظمة اللغوية وغير اللغوية قسمان: سيميولوجيا تهدف إلى الإبلاغ والتواصل من خلال ربط الدليل بالمدلول والوظيفة القصدية. أما سيميولوجيا الدلالة فتربط الدليل بالمدلول أو المعنى. وبعبارة أخرى إن سيميولوجيا الدلالة ثنائية العناصر (ترتكز العلامة على دليل ومدلول أو دلالة)، بينما سيميولوجيا التواصل ثلاثية العناصر (تنبني العلامة على دليل ومدلول ووظيفة قصدية). وإذا كان السيميوطيقيون النصيون يبحثون عن الدلالة والمعنى داخل النص الأدبي والفني، فإن علماء سيميوطيقا الثقافة يبحثون عن المقصديات والوظائف المباشرة وغير المباشرة.